# غول‌پیکری ژرفایی

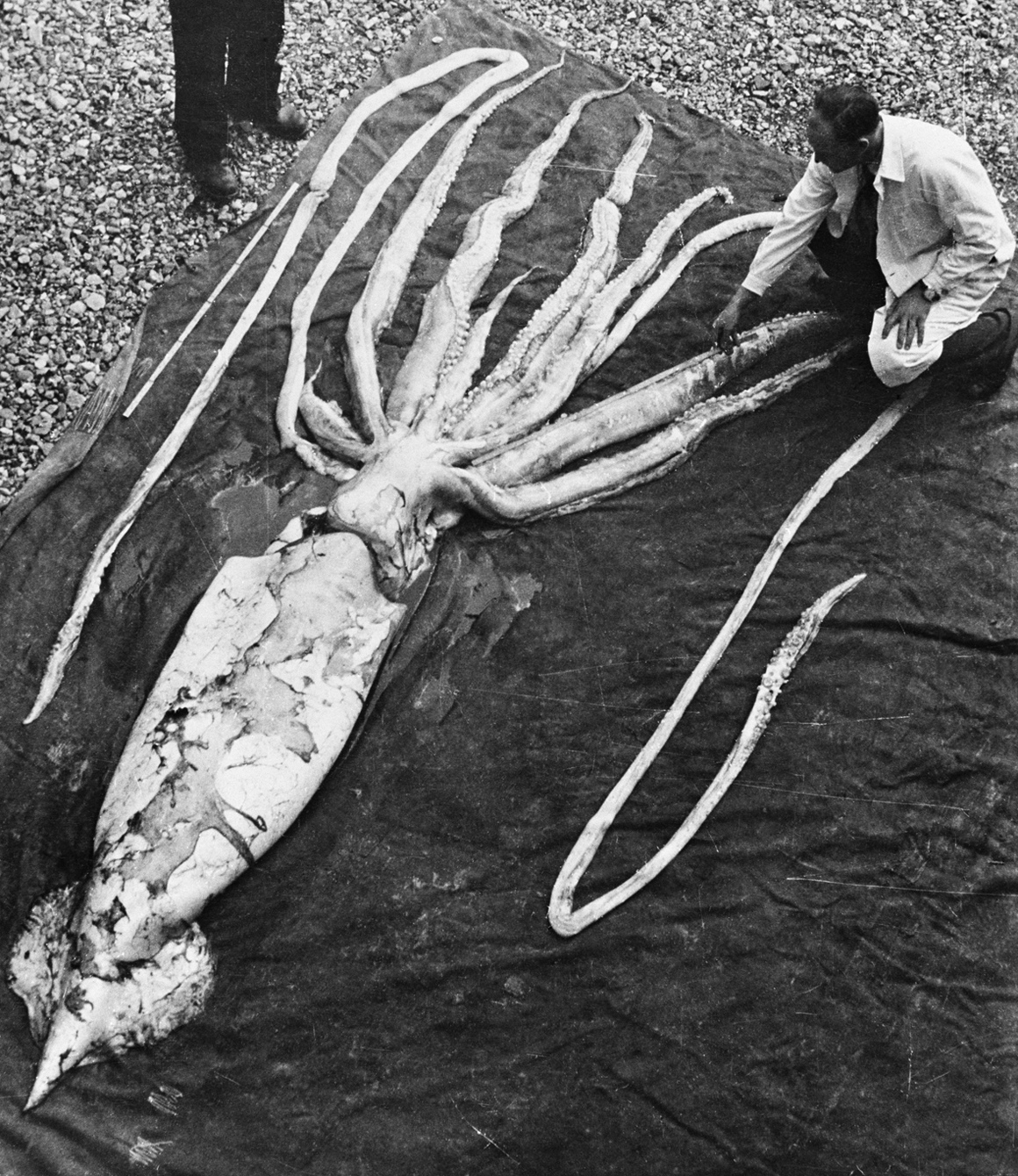
یک سرپاور غول در کرانه‌های نروژ.

در جانورشناسی، غول‌پیکری ژرفایی یا بزرگ‌جثگی اعماق دریا (به انگلیسی: Deep-sea gigantism) به پدیده‌ای گفته می‌شود که بسیاری از گونه‌های بی‌مهرگان و دیگر جانوران ساکن در اعماق دریا جثه‌ای بزرگ‌تر از هم‌تباران کم‌ژرفازی خود دارند.
استدلال‌های پیشنهادی برای توجیه این پدیده عبارتند از: دمای سردتر، کمبود مواد غذایی و کمتر بودن استرس شکار شدن در بخش‌های عمیق دریاها. دور از دسترس بودن زیستگاه‌های ژرف دریا، مطالعه این پدیده را دشوار کرده‌است.
تصور می‌شود که کاهش دما سبب افزایش اندازه سلول‌ها و افزایش طول عمر می‌شود که هر دو سبب افزایش جثه می‌شوند. همچنین تصور می‌شود که کمبود مواد غذایی در عمق بیشتر از ۴۰۰ متر از عوامل بزرگ‌جثگی باشد، زیرا اندازه بزرگ‌تر بدن توانایی توشه‌گیری، یعنی به دام انداختن منابع پراکنده، را بهبود می‌بخشد.
در ارگانیسم‌هایی که تخم یا لارو پلانکتونی دارند، یکی دیگر از مزیت‌های تنومندی ممکن است این باشد که فرزندان بزرگ‌جثه‌تر با ذخیره اولیه بیشتری که دارند می‌توانند از آغاز مسافت‌های بیشتر را بپیمایند.
خطر کمتر شکار شدن در آب‌های عمیق‌تر هم یکی از دیگر از علل احتمالی است. یک مطالعه بر روی بازوپایان نشان می‌دهد که بسامد شکار شدنشان در ژرفاها کمتر از آب‌های کم‌عمق است.